# Richard Oruche
Richard Oruche (30 de agosto de 1987) é um basquetebolista profissional nigeriano-estadunidense.

## Carreira
Richard Oruche integrou a Seleção Nigeriana de Basquetebol, em Londres 2012, que terminou na décima colocação.